# سياهكل
سياهكل (بالفارسية: سیاهکل) هي منطقة سكنية تقع في إيران في البلدة المركزية. يقدر عدد سكانها بـ 15,247 نسمة .

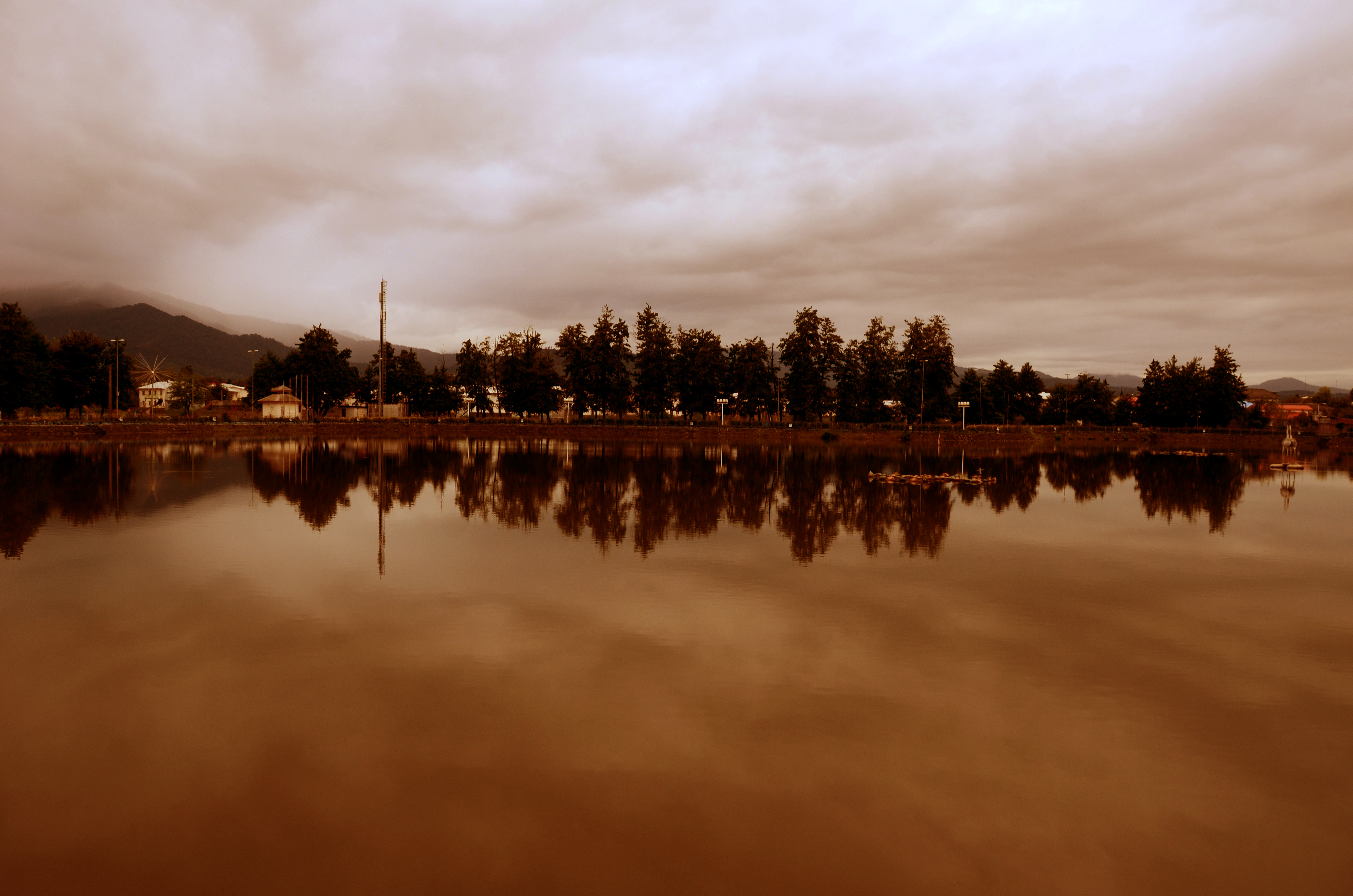

## انظر أيضاً

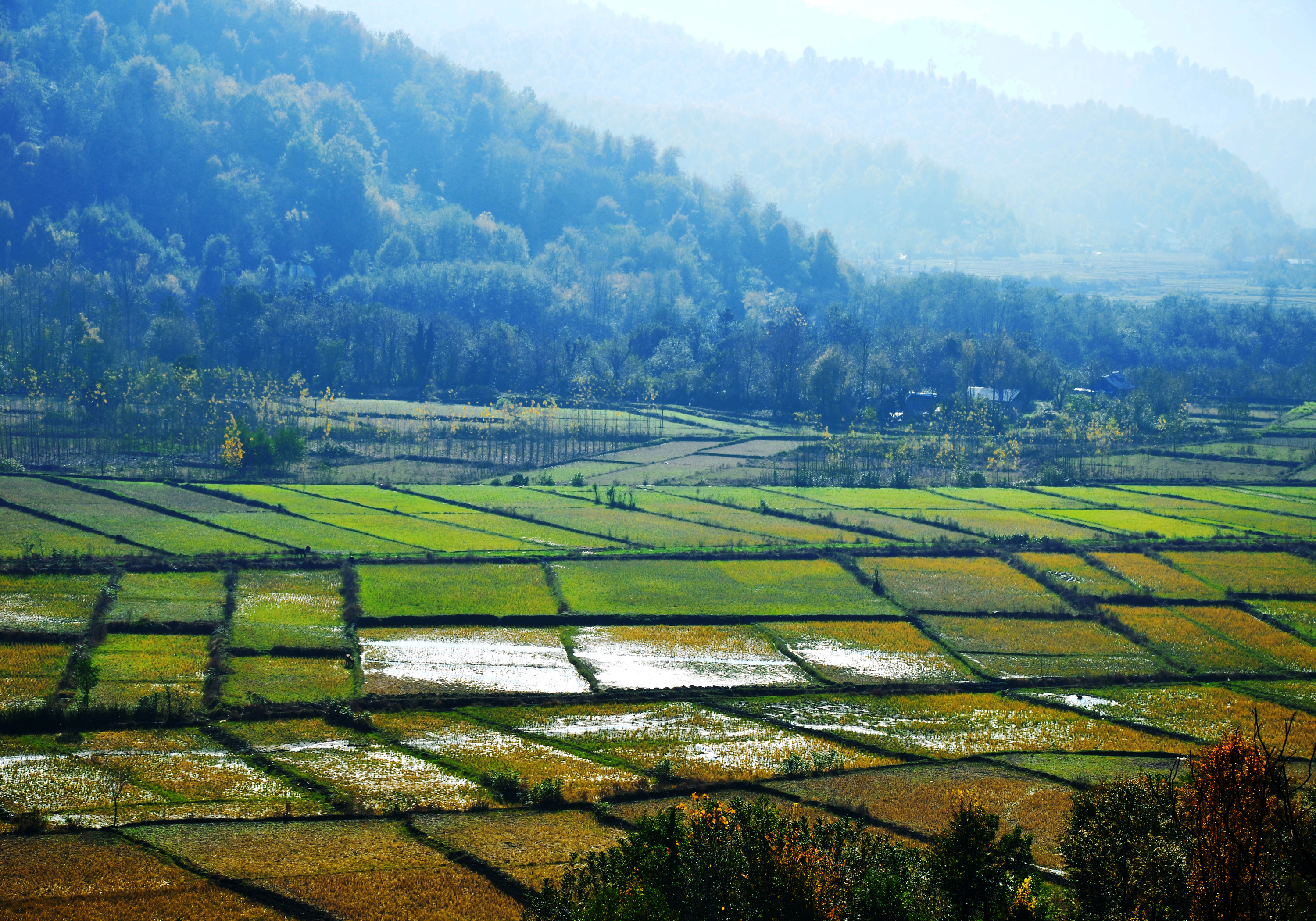
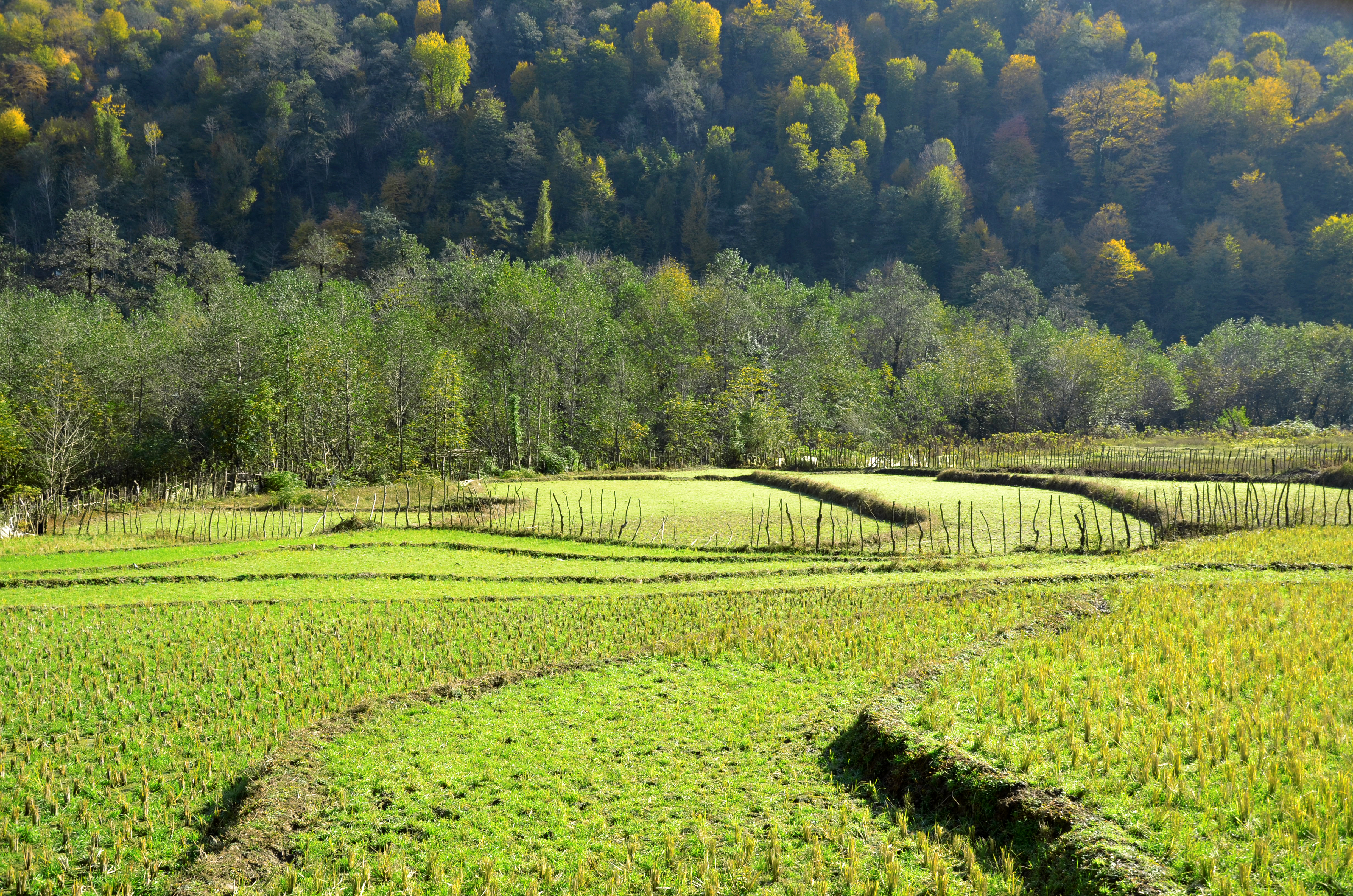
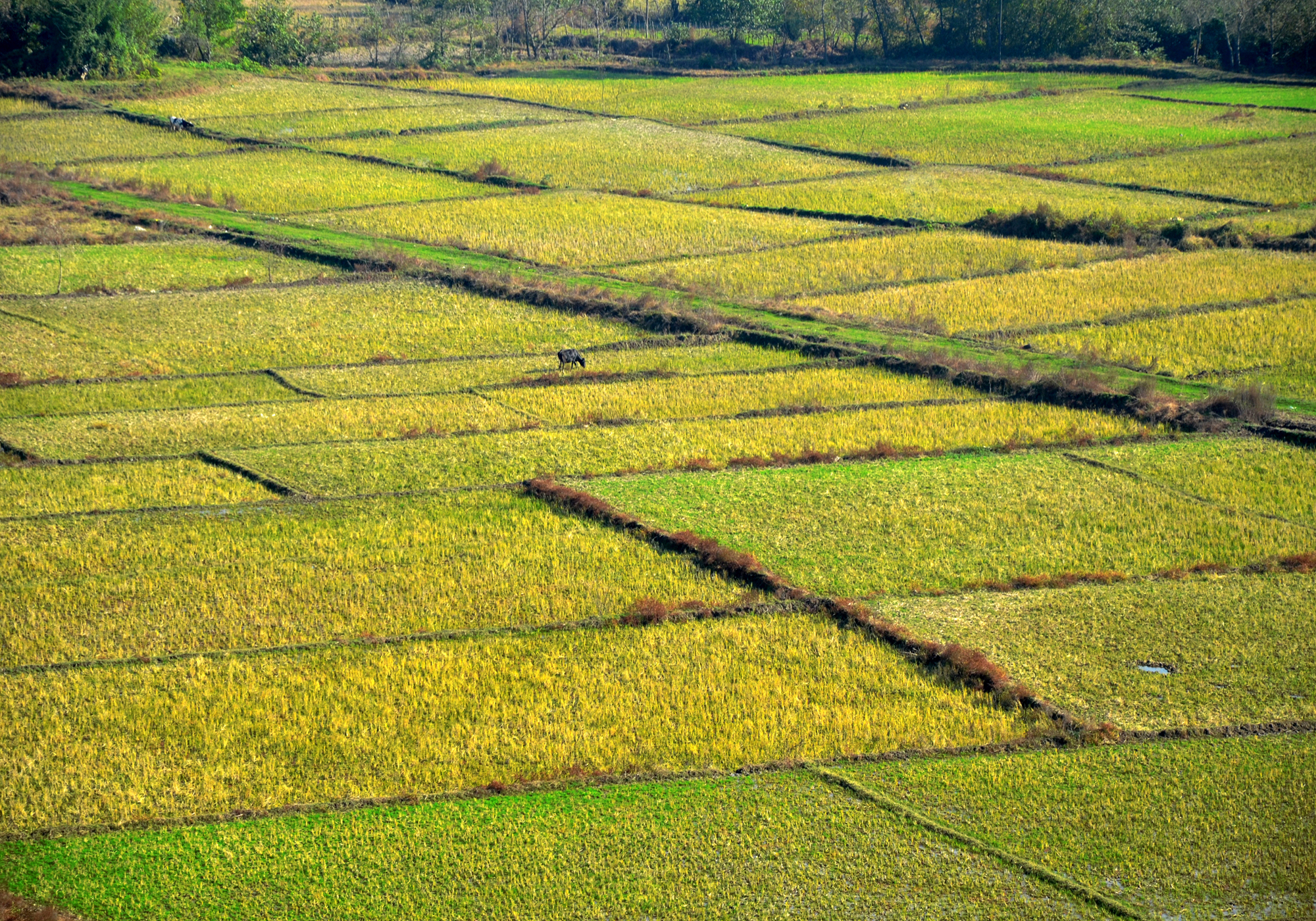
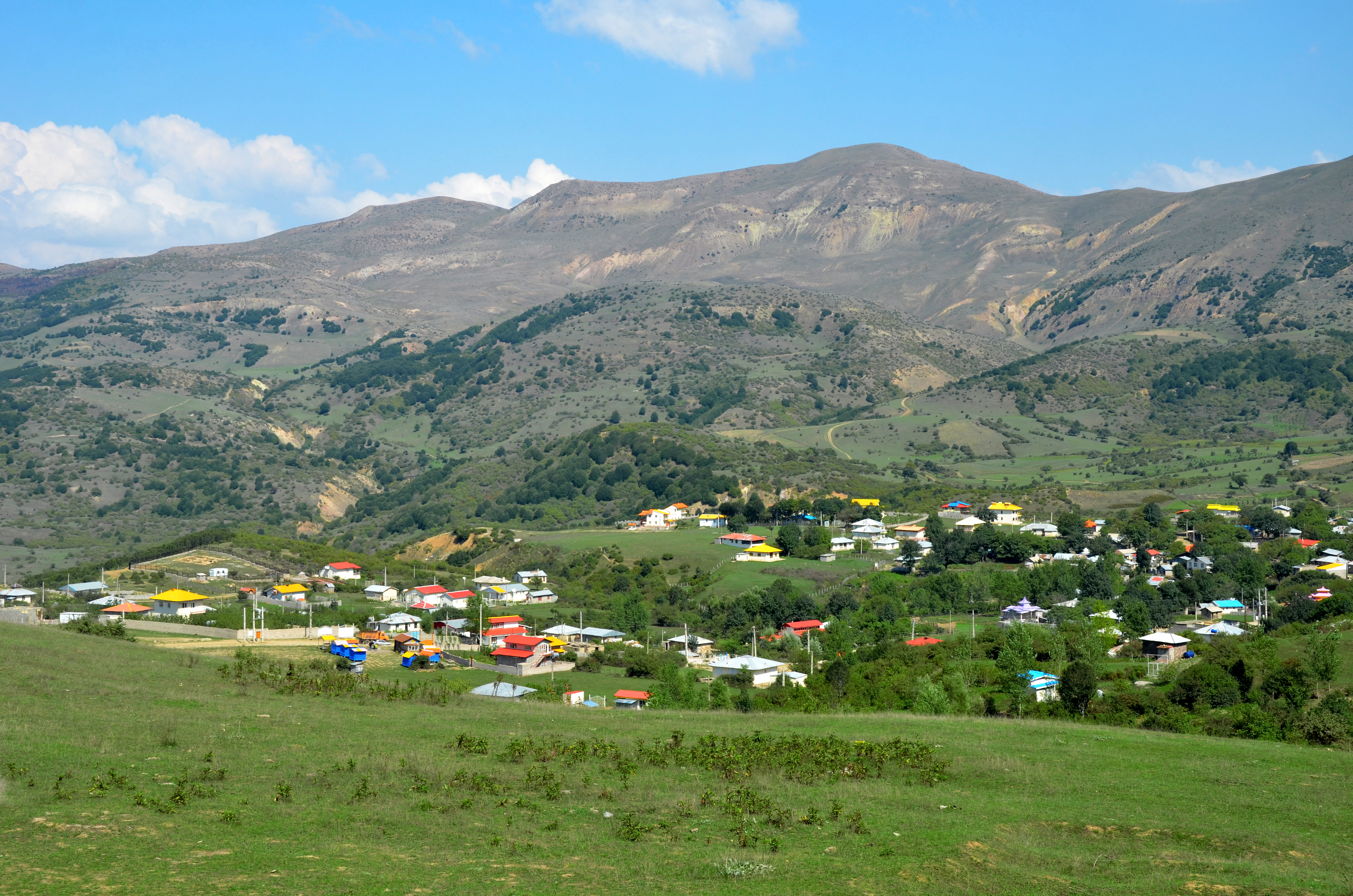
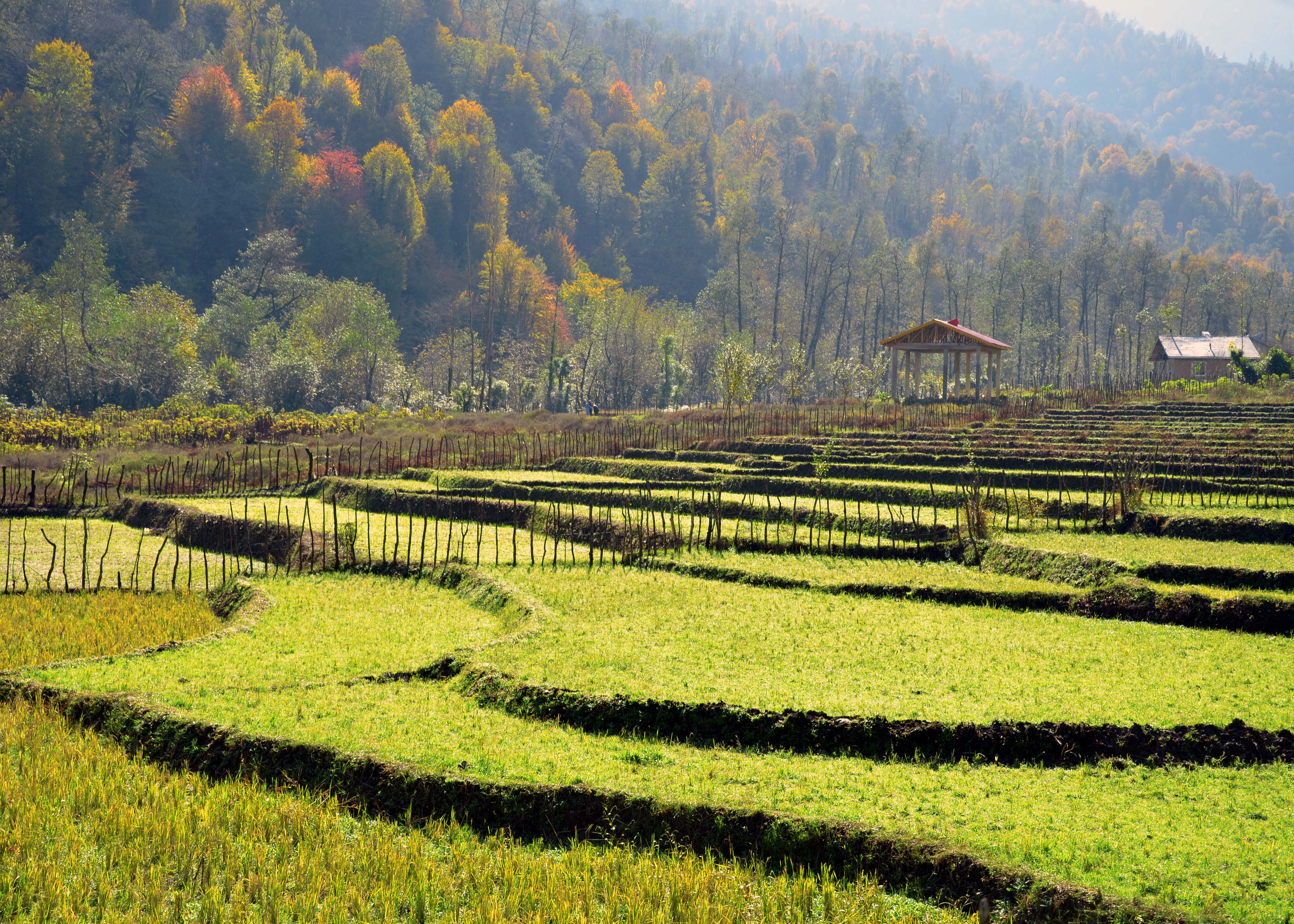
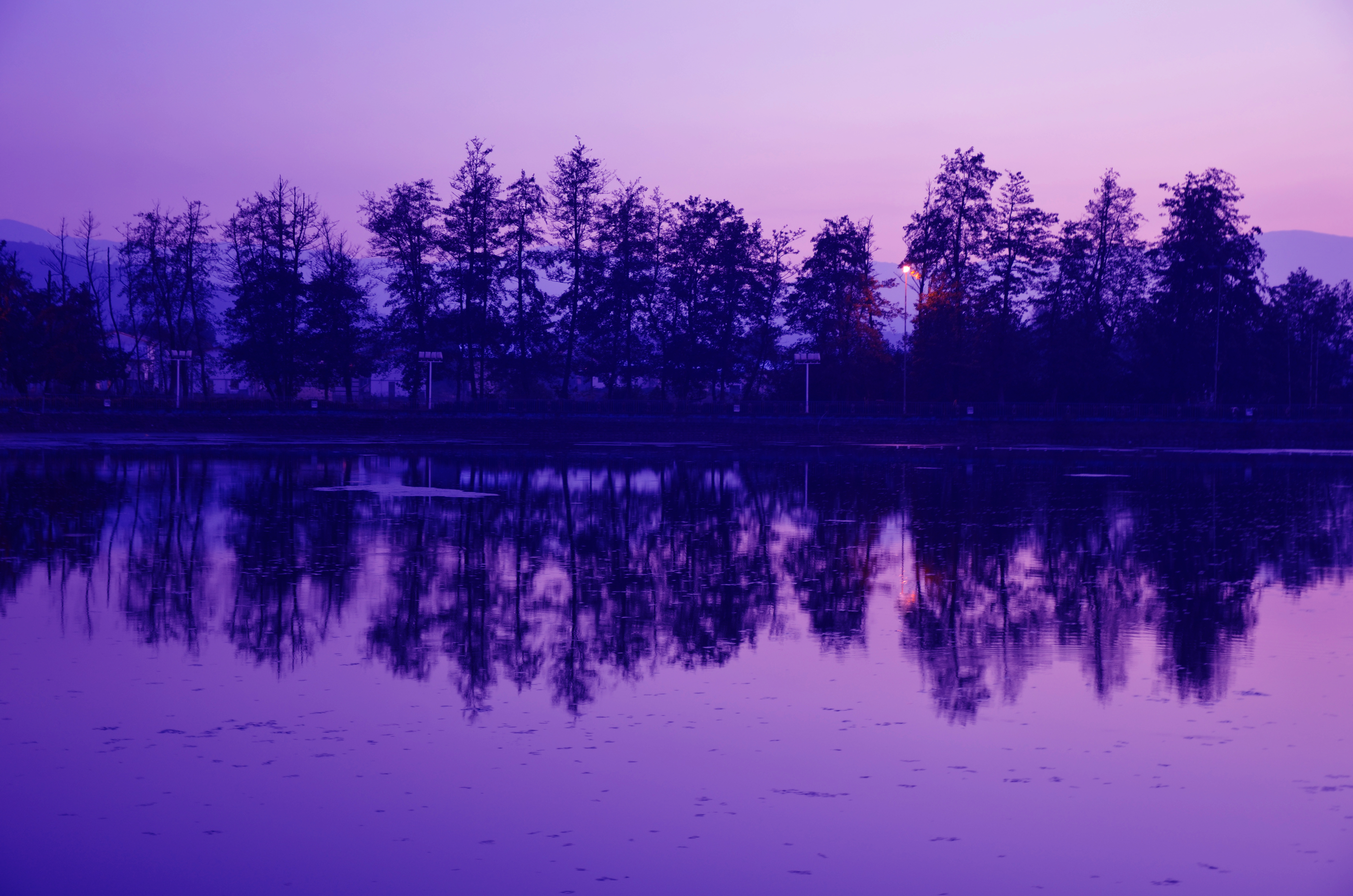
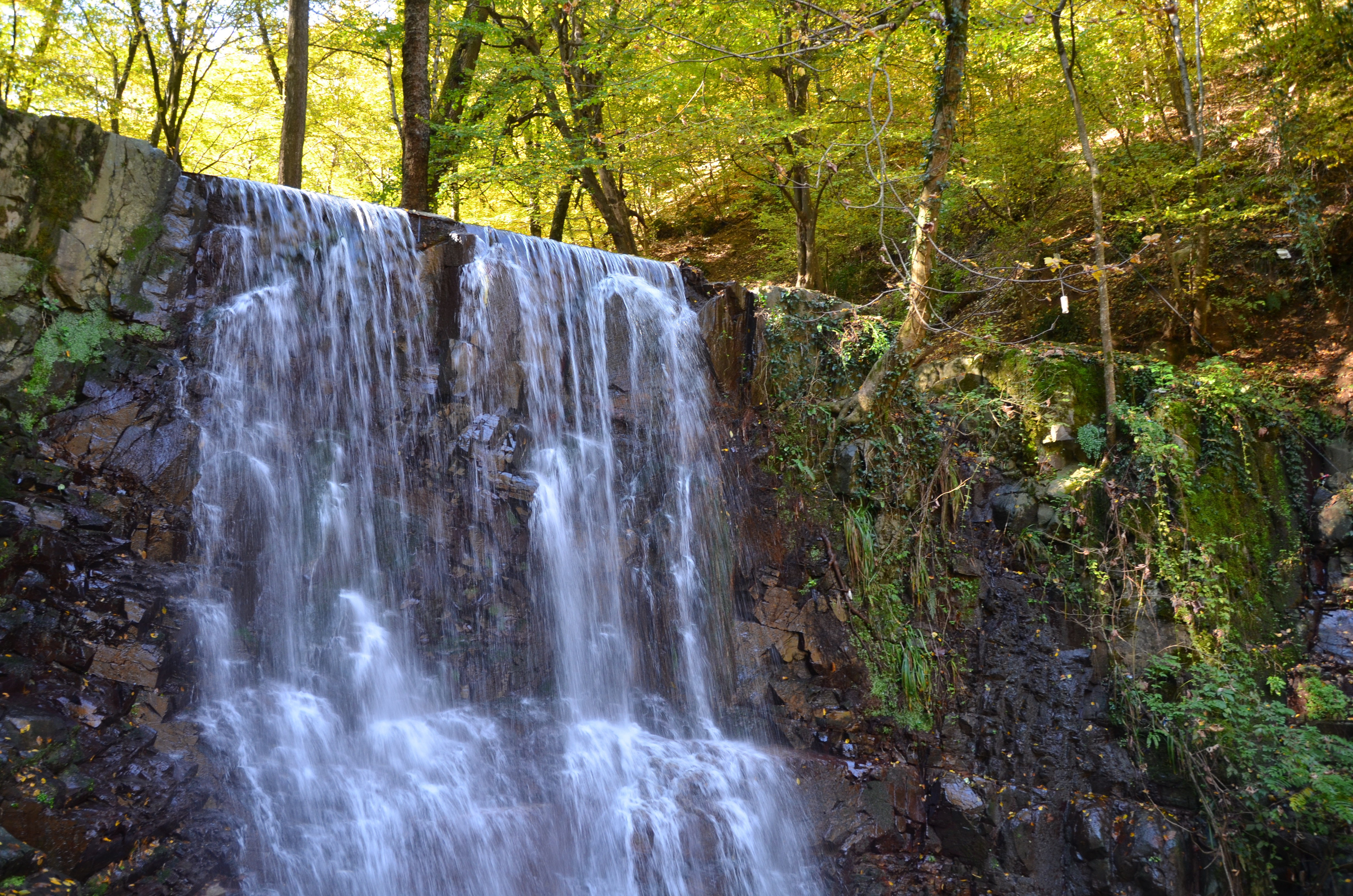
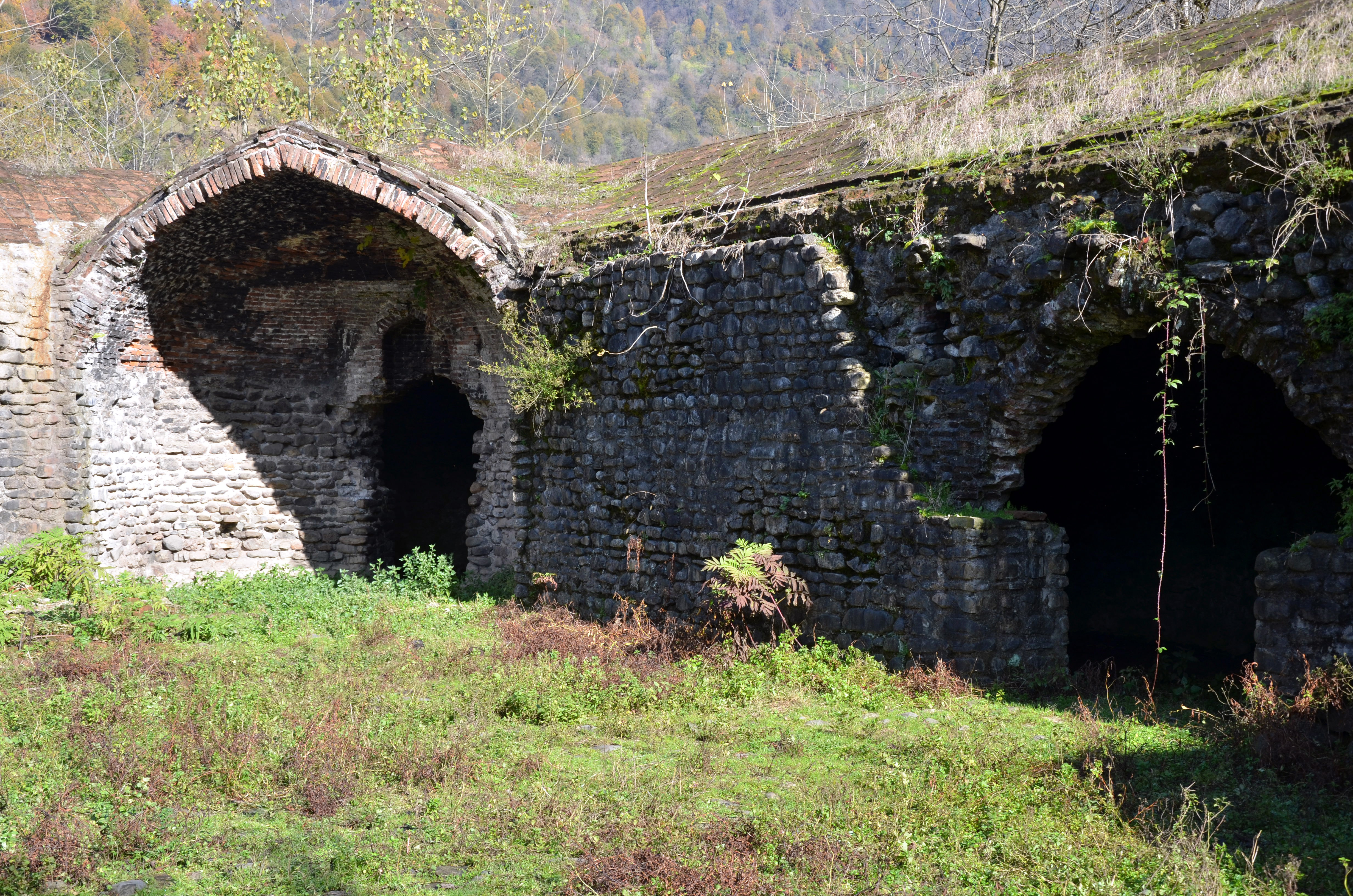
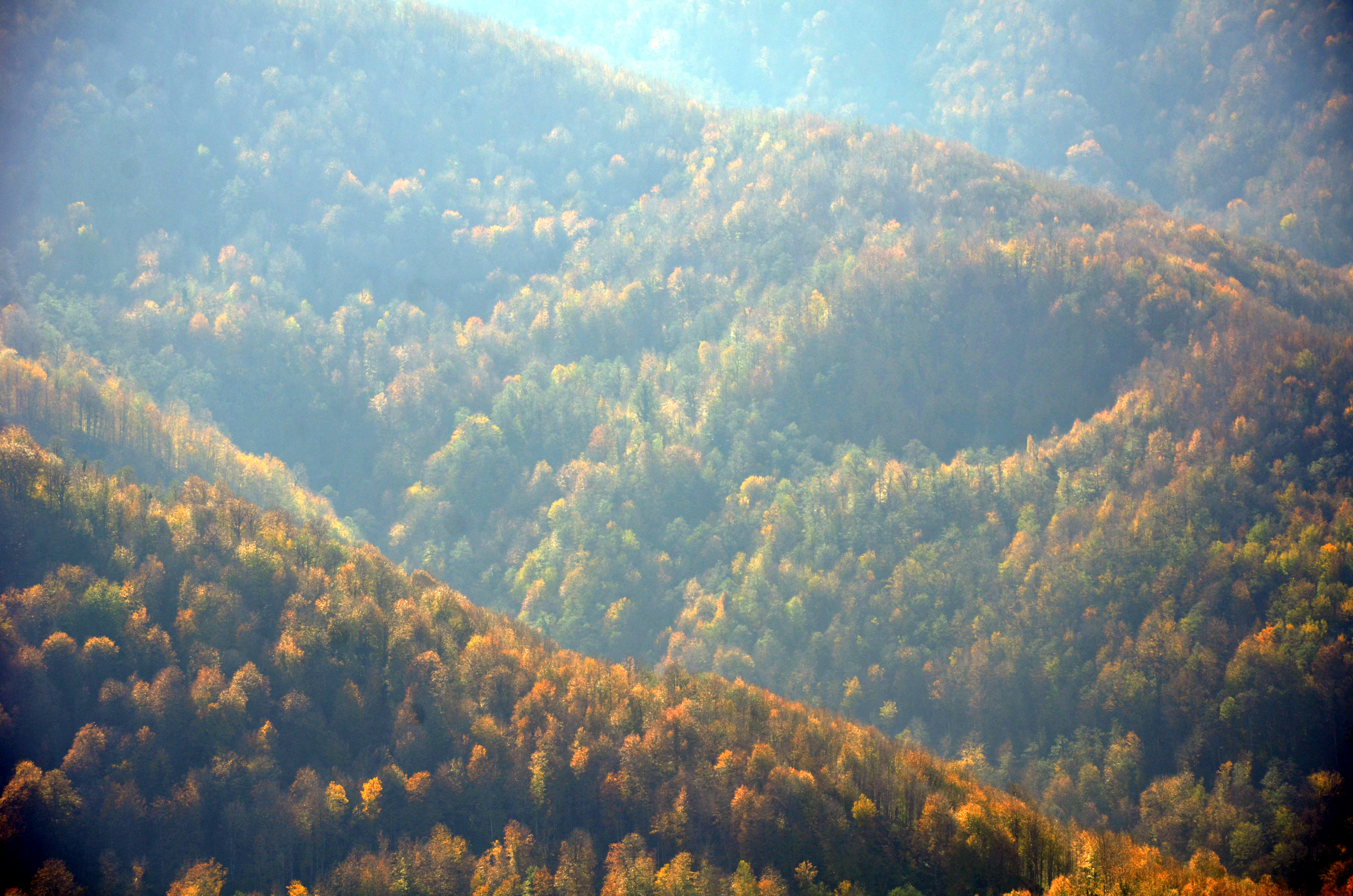
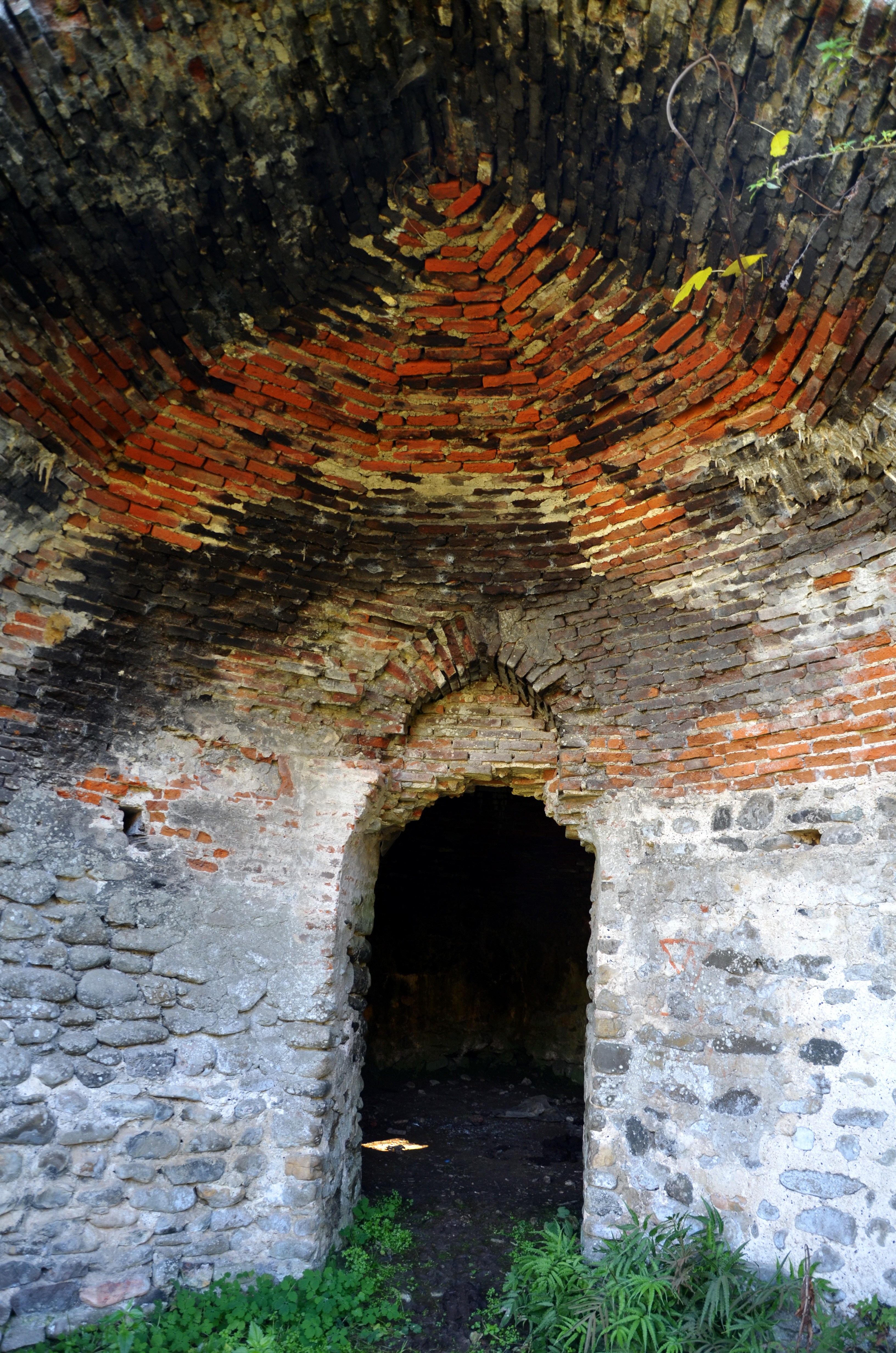
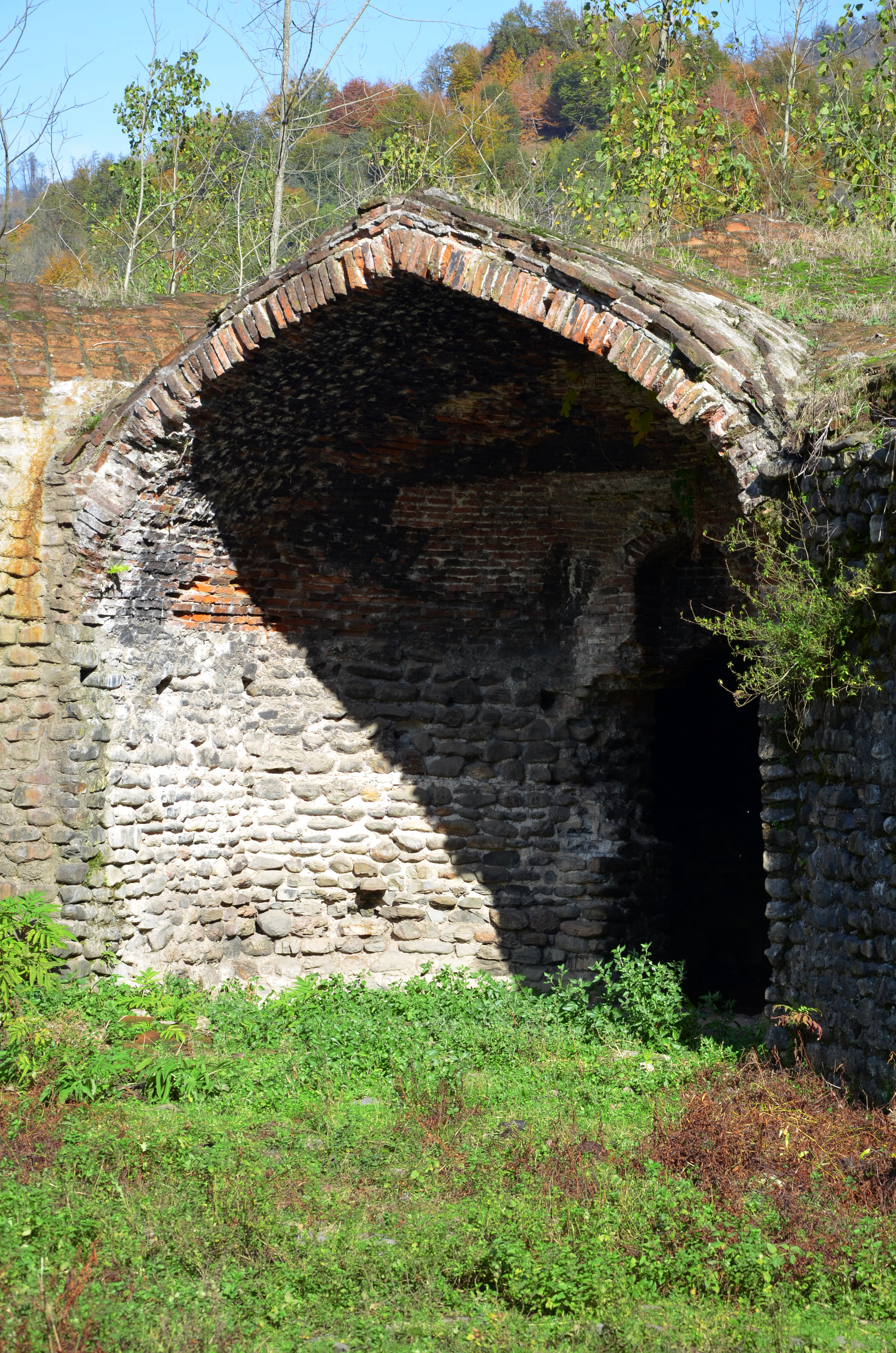
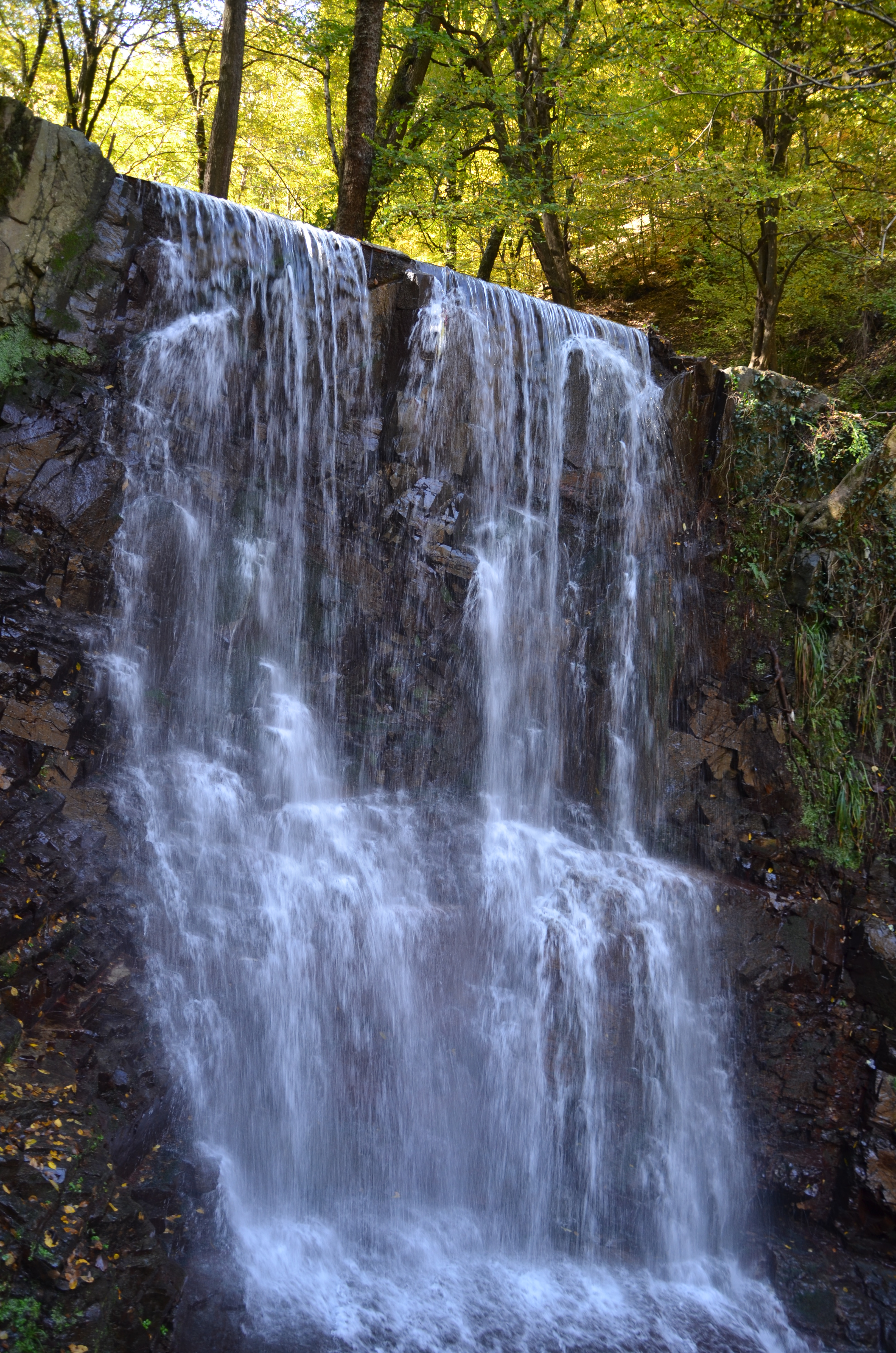
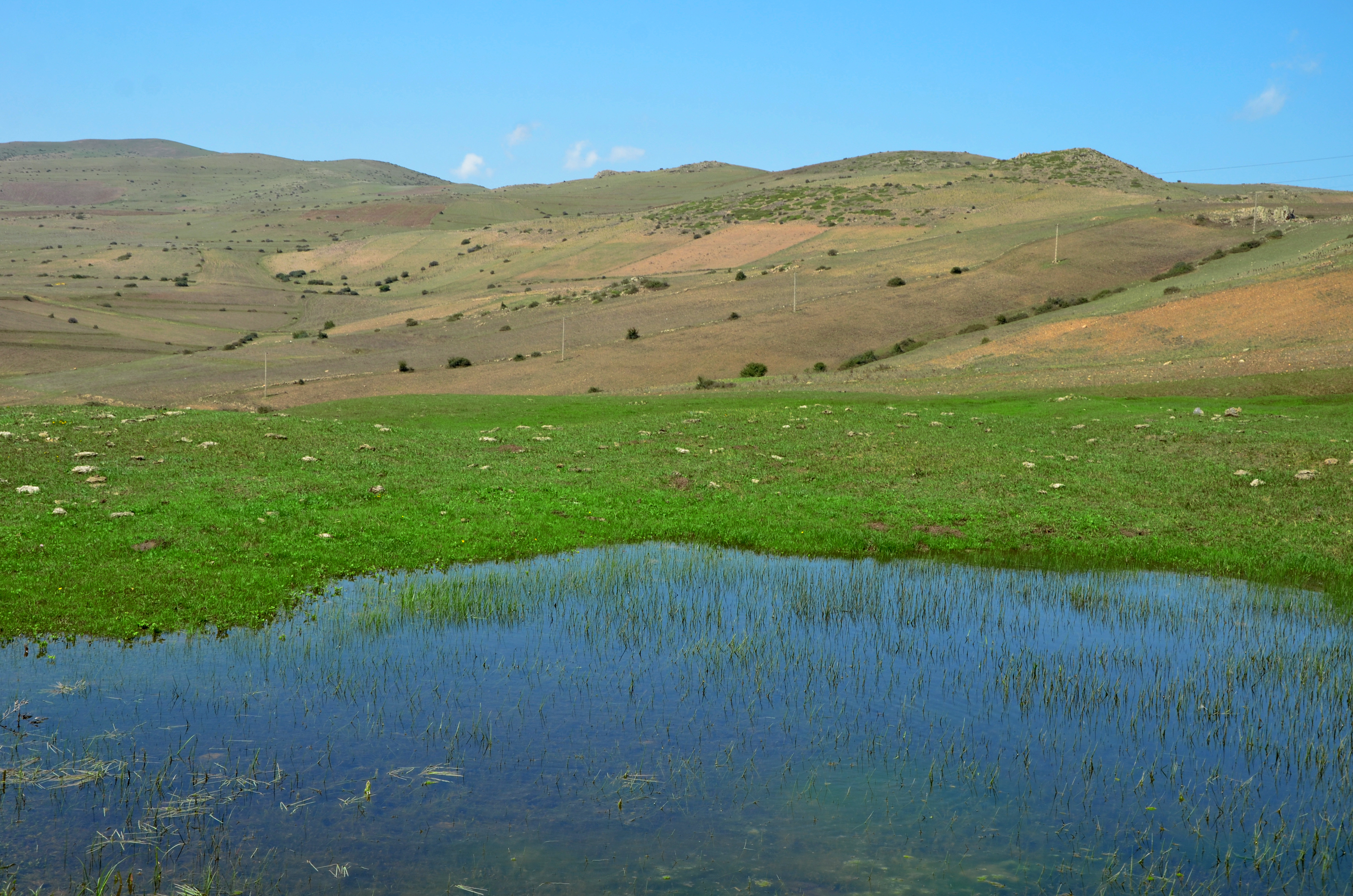
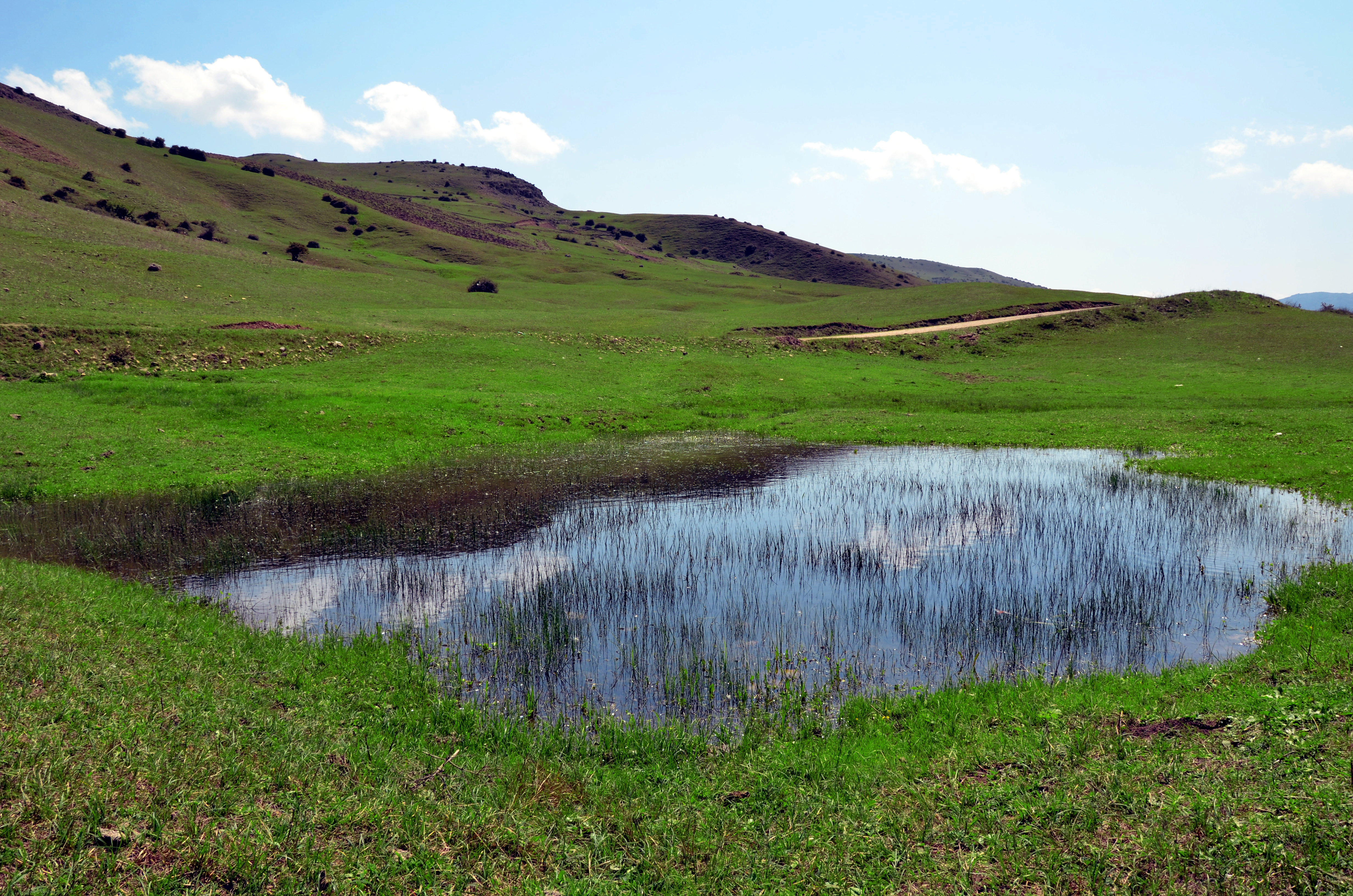
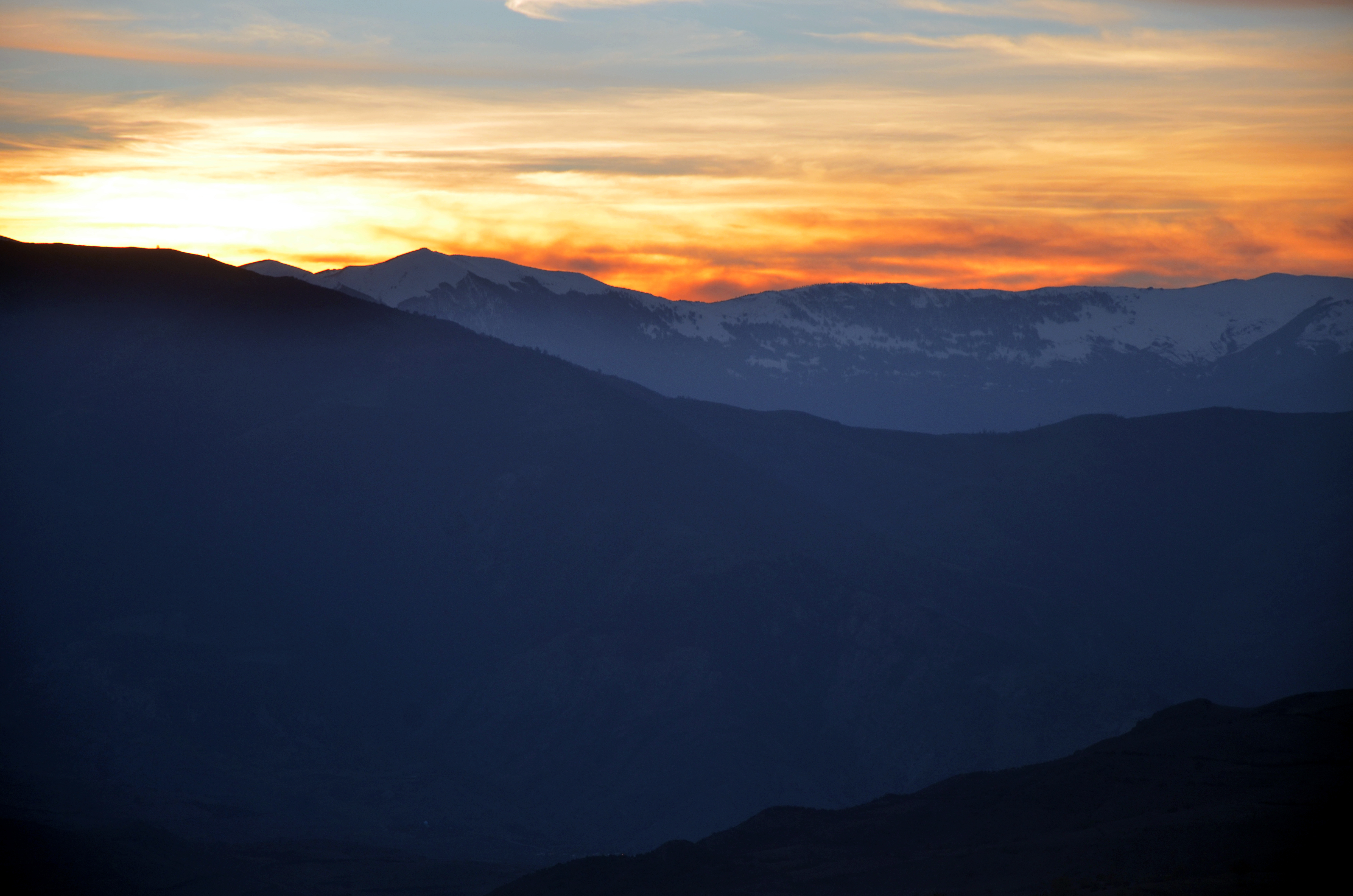
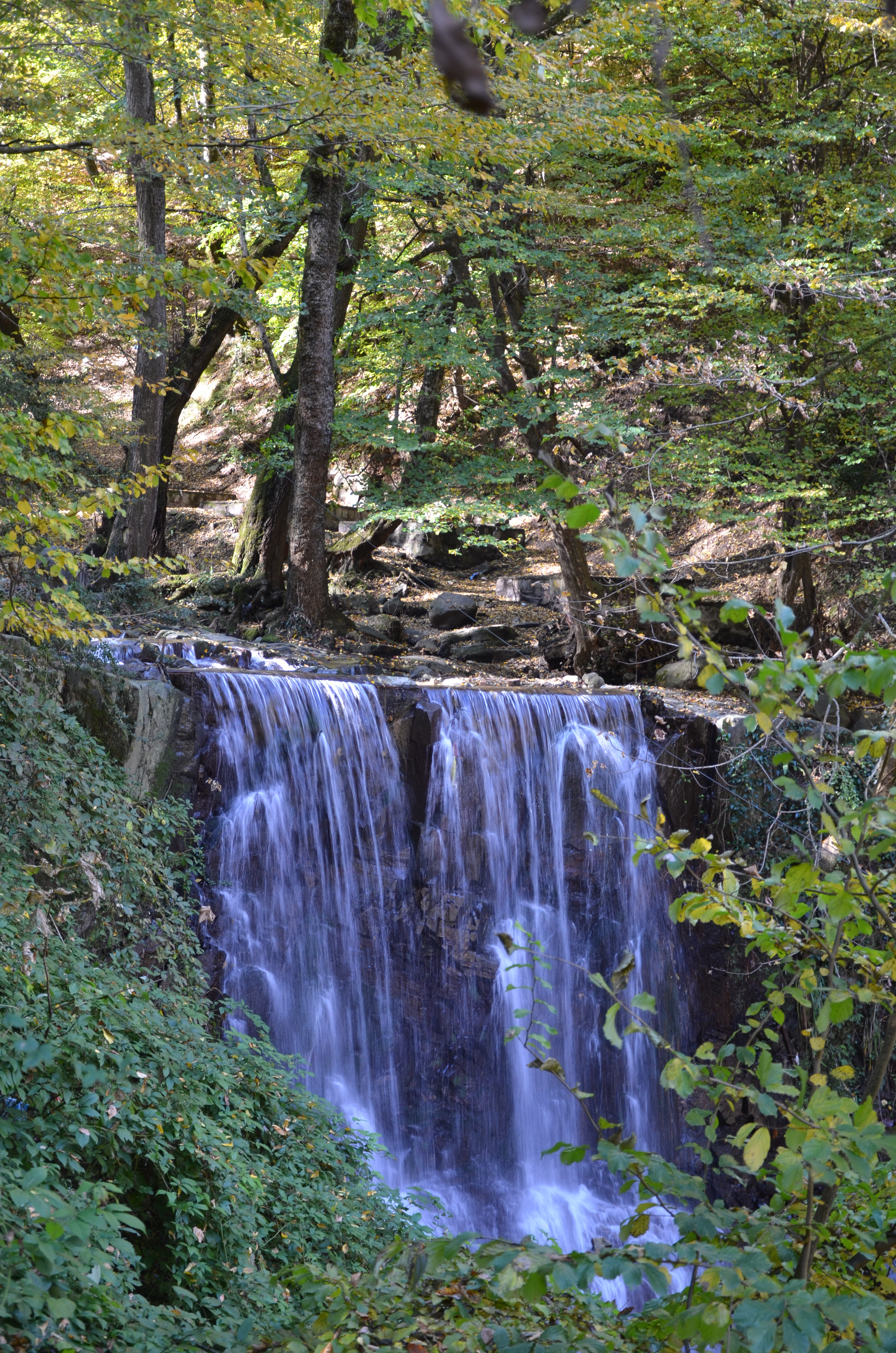
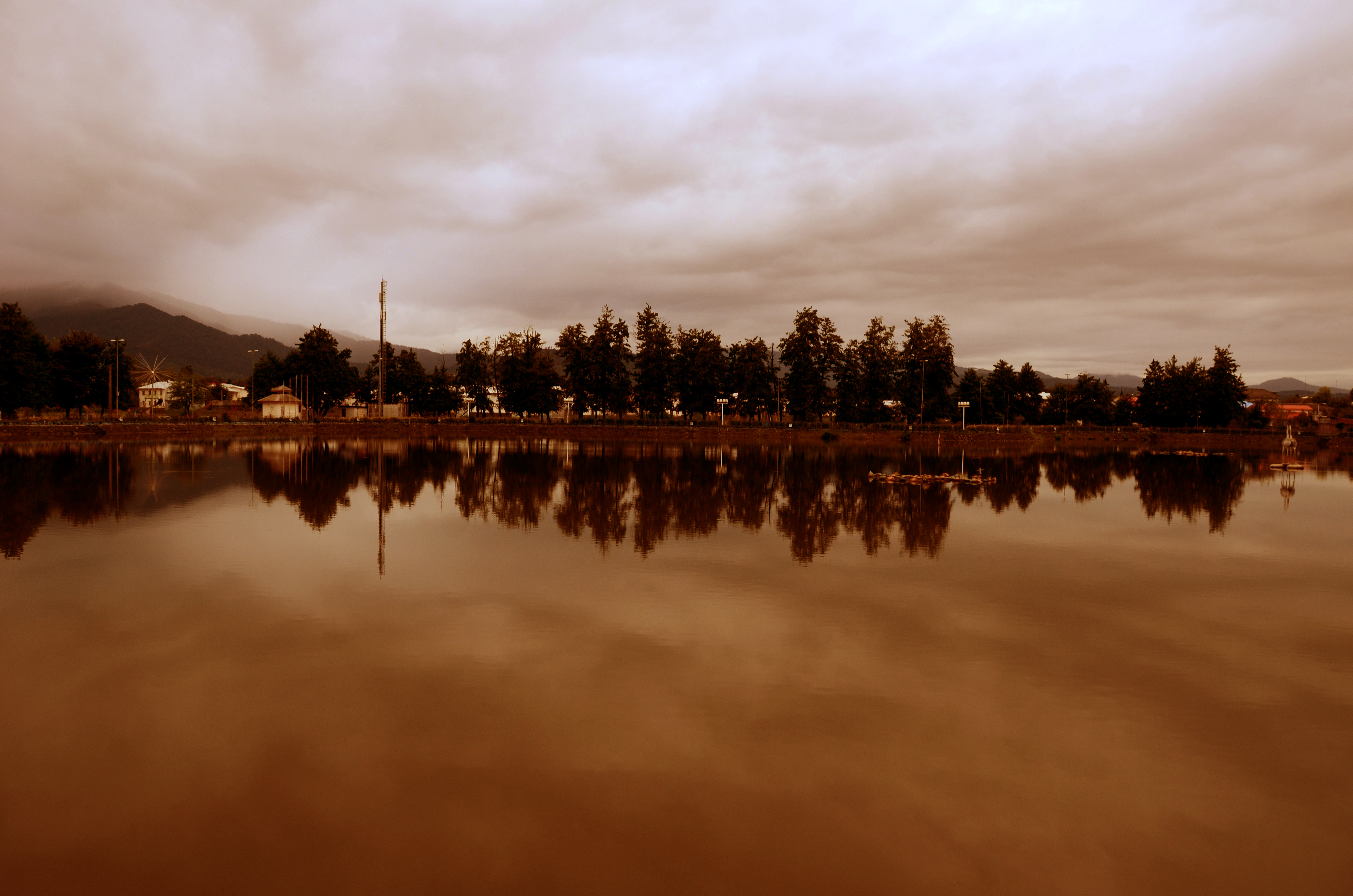

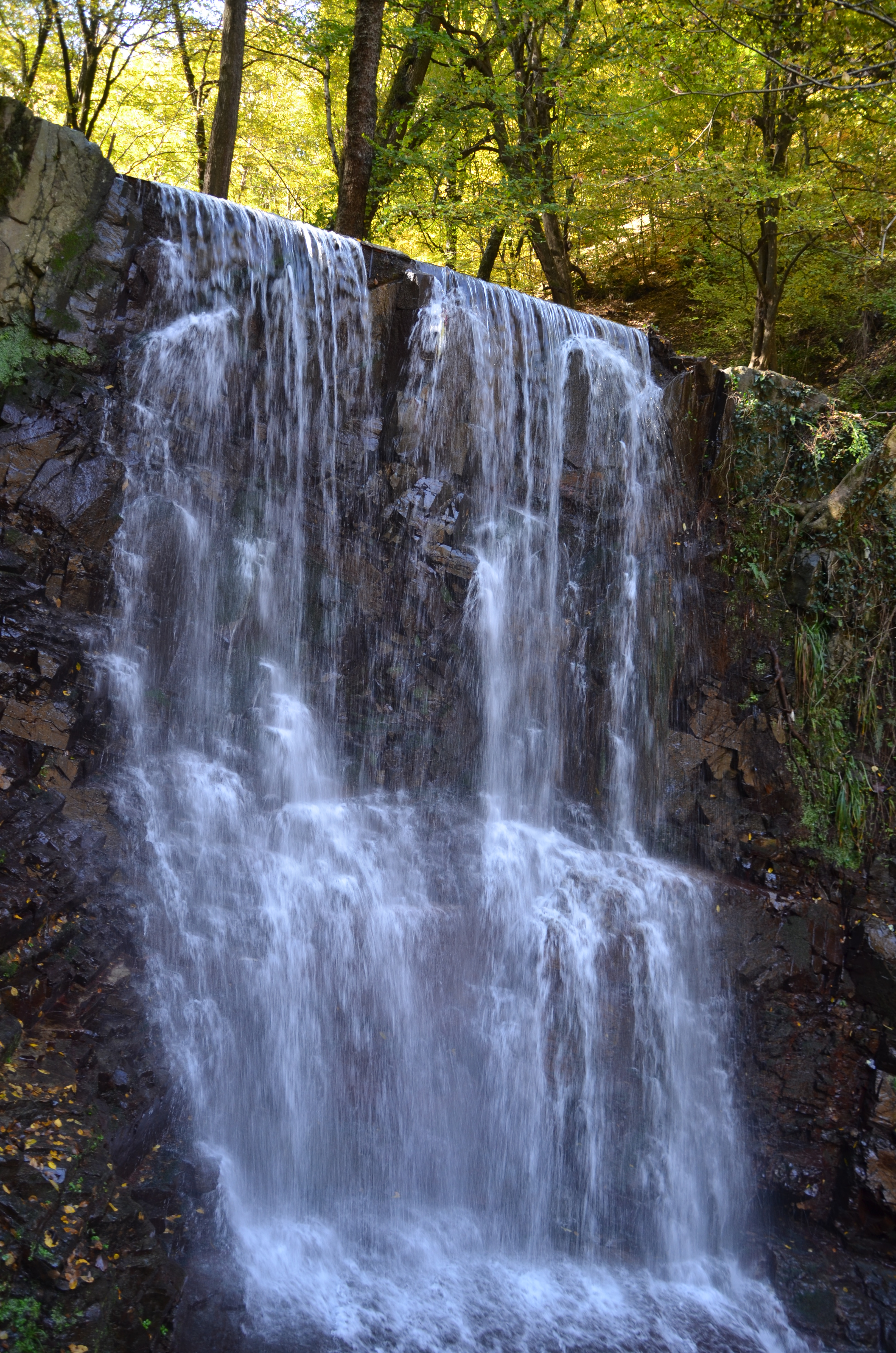